# Drosiá
Drosiá är en ort i Grekland.   Den ligger i prefekturen Nomarchía Anatolikís Attikís och regionen Attika, i den sydöstra delen av landet, 20 km nordost om huvudstaden Aten. Drosiá ligger 370 meter över havet och antalet invånare är 7 186.
Terrängen runt Drosiá är kuperad.Runt Drosiá är det tätbefolkat, med 286 invånare per kvadratkilometer. Närmaste större samhälle är Kifisiá, 6,9 km sydväst om Drosiá. Trakten runt Drosiá består till största delen av jordbruksmark.